# 魔法氣泡系列
魔法氣泡是日本Compile公司於1991年所推出的方塊遊戲系列，也是同社RPG遊戲「魔導物語」的衍生作品（現時魔導物語系列的版權由D4 Enterprise所持有，2010年10月28日起由Compile Heart取得營業權）。雖然每個像史萊姆一樣的磚塊都有名字，不過一般都簡稱（羅馬拼音：puyo，與遊戲名一半相同）。
1998年Compile遇到經營問題，將系列著作權（包括亞魯魯等原魔導物語系列角色版權）賣給世嘉。2002年12月8日Compile解散，現在則由世嘉繼續製作（2001年至2013年間由旗下Sonic Team製作）。

## 規則
- 盤面為横向6格×縱向12格組成（紅白機版為13格）。一個格子裡面只會同時存在一個方塊（本遊戲略稱為氣泡）。但是在盤面的上方，畫面可顯示的範圍上一列（某幾作為兩列）依然可以放氣泡。
- 一次將會從盤面上方掉下兩個一組的氣泡。氣泡分為3～5色（通常為4色）。玩家可以操控氣泡旋轉、橫向移動、以及高速落下。
- 下一個出現的氣泡（NEXT氣泡）將會顯示在在盤面外（『通』以後除了次一個，亦會表示後一個氣泡，俗稱NEXT NEXT）。
- 掉落的氣泡自上方撞到盤面底層，或者其他氣泡時將會固定在該位置上。「旋轉」時可以避免被立刻固定，但是依然有極限次數（因為機種不同而有差異）。『通』以後，如果氣泡左右都有障礙物時，連續按兩次旋轉也能更換氣泡方向。
- 固定的同色氣泡會互相連接，相連數量若超過四個，則會消失並且換算為分數。
- 氣泡消失後的空間，將會由上方落下的氣泡補位，若補位後再次出現同色氣泡相連超過四個的情形，則會再次消失且換為分數，而消去一組氣泡時被稱為１連鎖，依此類推，消去的次數（○次）就會被稱為○連鎖。
- 消滅氣泡得到的分數，依照消去氣泡的數量，乘以「連鎖倍率」之後累加。
- 從盤面左側數過來第三行的最上列如果有氣泡存在且無法消除，被稱為窒息死，遊戲結束。

## 歷史
| 1991 | 舊世代魔法氣泡                      |
| 1992 | 魔法氣泡                            |
| 1993 | 謎之魔法氣泡                        |
| 1993 | 謎之魔法氣泡2                       |
| 1994 | 謎之魔法氣泡 阿露露的咖哩醬         |
| 1994 | 魔法氣泡通                          |
| 1995 | 超級謎之魔法氣泡 阿露露的咖哩醬     |
| 1996 | 超級謎之魔法氣泡通 露露的鐵腕繁盛記 |
| 1996 | 魔法氣泡SUN                         |
| 1997 |                                     |
| 1998 | 火熱魔法氣泡迷宮                    |
| 1999 | 魔法氣泡~n                          |
| 1999 | 魔法氣泡外傳 氣泡大戰               |
| 1999 | 勁舞魔法氣泡                        |
| 2000 | 阿露露的冒險 魔法寶石               |
| 2000 | 魔法氣泡BOX                         |
| 2001 | 魔法氣泡大會戰                      |
| 2002 |                                     |
| 2003 | 魔法氣泡狂熱                        |
| 2004 |                                     |
| 2005 | 魔法氣泡狂熱2                       |
| 2006 | 魔法氣泡15週年紀念                  |
| 2007 |                                     |
| 2008 |                                     |
| 2009 | 魔法氣泡7                           |
| 2010 |                                     |
| 2011 | 魔法氣泡20週年紀念                  |
| 2012 |                                     |
| 2013 | 魔法氣泡Quest                       |
| 2014 | 魔法氣泡俄羅斯方塊                  |
| 2015 |                                     |
| 2016 | 魔法氣泡編年史                      |
| 2017 |                                     |
| 2018 | 魔法氣泡eSports                     |
| 2019 |                                     |
| 2020 | 魔法氣泡 特趣思 俄羅斯方塊 2        |
| 2021 |                                     |
| 2022 |                                     |
| 2023 |                                     |
| 2024 | 魔法氣泡 益智消消樂                 |

原本此遊戲是由開發過《魔導物語》的日本Compile公司（株式会社コンパイル）企劃部主任米光一成開發製作，但由於與社長仁井谷正充的意見不合等原因而於1992年離開公司，之後魔法氣泡系列開始在世嘉等多平台發行。除了魔法氣泡開發之外，亦開發名稱為「謎之魔法氣泡」（なぞぷよ），還推出RPG模式的「火熱魔法氣泡迷宮」（わくわくぷよぷよダンジョン）。直到1998年3月Compile公司宣布破產，公告出售版權給世嘉企業（株式会社セガ・エンタープライゼス，現世嘉公司），並經過世嘉同意容許繼續保持遊戲的開發權至2002年8月結束，同時可持續維持公司營運至2004年倒閉。
1995年Compile公司還創立全日本ぷよ協会，舉辦許多全國聚會和全國對戰，2002年休會(實際上已經解散)。

## 對戰規則
魔法氣泡為對戰類型為主的遊戲，包括玩家間的對戰，以及玩家與AI的對戰。
- 雙方的氣泡顏色順序相同。
- 對戰的狀況，以消去氣泡的得分為基準，換算為透明的「干擾氣泡」數量，丟往對手的盤面，但是一次落下的數量不會超過30個。
  - 「干擾氣泡」並不會因為相鄰四個以上而消滅。而是在周圍其他有色氣泡消滅時，一併消失。
    - 部分系列作中亦出現有其他類似的氣泡，分別為「硬氣泡」和「得分氣泡」。硬氣泡在第一次相鄰氣泡被消滅時，會變回一般氣泡，得分氣泡被消滅時會算為分數（登場於通、SUN、よ〜ん）。中曾出現過需要接鄰消失三次才會消失的特硬氣泡。

  - 干擾氣泡的數量可以由連鎖數及倍率計算。
    - 隨著時間減少，氣泡的計算倍率將會增加，而導致干擾氣泡的數量提升。

  - 干擾氣泡落下之前，在對手盤面上方會以「預告氣泡」表示。
    - 以『魔導物語』的系統為基準、掉落的數量會以以下方式表示：

小透明氣泡：1個
大透明氣泡：1列（6個）
隕石氣泡：5列（30個）
其他：『通』以後，由於雙方的干擾氣泡會互相減少，為了表示數量，採用星氣泡（約30列）、香菇氣泡、王冠氣泡、月氣泡、彗星氣泡、土星氣泡、太陽氣泡等等…但是到此的換算公式因為作品不同而有差異。
- 自對手連鎖結束後，預告數量確定時，干擾氣泡將會在目前氣泡落地後，下一個氣泡出現前的時間點落下。

- 『通』以後、若是我方也在連鎖中，將會照一樣的公式運算，削減盤面上方的預告氣泡，稱為「相殺」，若連鎖將預告氣泡全數消除，額外的數量將會計算為對手的預告氣泡。

- 先窒息死的玩家會輸掉一盤。一般對戰中先取得兩勝的玩家視為勝利。

## 作品
※註：粗體文字為首發平台。

### 主要作品
| 舊世代魔法氣泡              | 1991年10月25日 | MSX2/FC磁碟機、红白机 |
| 魔法氣泡                    | 1992年10月     | 街機 MD、GB、GG、PC-98、SFC、FM TOWNS（電腦）、X68000（電腦）、PCE CD、Windows （3.1、95和CE）、威力麥金塔、Wii/3DS（Virtual Console）、MD Mini（亞洲版）、NS（eShop） - 以《Dr. Robotnik's Mean Bean Machine》（艾格曼博士的神奇機器）名義於1993年在歐美地區MD/Genesis、GG、SMS和MD/Genesis Mini發行。 - 以《Kirby's Avalanche》（星之卡比 雪崩）名義於1995年在歐美地區SNES發行。 - Windows 3.1和95平台支援繁體中文（1996年發行），是第一款正式中文化的魔法氣泡作品。 |
| 魔法氣泡通                  | 1994年9月      | 街機 MD、GG、PC-9801、SS、SFC、Windows95、PCE CD、PS1、GB、WS、NGP、PS2、Wii/3DS（Virtual Console）、MD Mini（日本和亞洲版）、NS（SFC NS Online） - 以《Puyo Pop》名義於1999年在NGP發行的歐美版本，是第一款使用原日版“魔導物語”角色形象在歐美地區發行的魔法氣泡作品。 |
| 魔法氣泡SUN                 | 1996年12月     | 街機 SS、N64、PS1、Windows95、GBC、MD Mini 2 - 以《兩個人的魔法氣泡SUN》（日语：ふたりでぷよぷよSUN）名義於2022年10月27日隨Mega Drive Mini 2發售而推出，為SS版逆移植的全新MD版本，遊戲僅支援雙人對戰模式（沒有AI對手，單人只有練習模式）。 |
| 魔法氣泡~n                  | 1999年3月4日   | DC N64、PS1、GBC |
| 世嘉                        |                | |
| 魔法氣泡狂熱 Puyo Pop Fever | 2003年11月26日 | 街機 PS2、DC、NGC、麥金塔、GBA、Xbox、PC、流動電話、PPC、Palm、NDS、PSP - 美版只發行過GCN和NDS版本。 - PAL區只發行過PS2、GBA、GCN、Xbox、NDS和PSP版本。 - 2004年推出的DC版（只限日本發行）是世嘉最後一款第一方作品。 |
| 魔法氣泡狂熱2               | 2005年11月24日 | PS2/PSP、NDS |
| 魔法氣泡7                   | 2009年7月30日  | NDS、Wii、PSP |

### 衍生作品
| 名稱                                            | 首發日期                                         | 平台 |
| Compile公司                                     | Compile公司                                      | Compile公司 |
| ----------------------------------------------- | ------------------------------------------------ | --- |
| 謎之魔法氣泡                                    | 1993年7月23日                                    | GG、PC-9821、移动电话 |
| 謎之魔法氣泡2                                   | 1993年12月10日                                   | GG、移动电话 |
| 謎之魔法氣泡 阿露露的咖喱醬                     | 1994年7月29日                                    | GG |
| 超級謎之魔法氣泡 阿露露的咖喱醬                 | 1995年5月26日                                    | SFC |
| 超級謎之魔法氣泡通 露露的鐵腕繁盛記             | 1996年6月28日                                    | SFC |
| 火熱魔法氣泡迷宮                                | 1998年4月2日                                     | SS、PS1 - 角色扮演遊戲，接近“魔導物語”的玩法。 - PS1版本於1999年3月18日發行 |
| 魔法氣泡外傳 氣泡大戰                           | 1999年8月27日                                    | GBC - 戰略角色扮演遊戲 |
| 勁舞魔法氣泡                                    | 1999年12月16日                                   | DC、街機 - 音樂遊戲 |
| 阿露露的冒險 魔法寶石                           | 2000年3月31日                                    | GBC - 卡牌對戰為主題的角色扮演遊戲 |
| 魔法氣泡BOX                                     | 2000年12月21日                                   | PS1 - 又稱為“魔法氣泡合輯”，為Compile公司推出系列的最後作品。 |
| 世嘉                                            |                                                  | |
| 魔法氣泡大會戰 Puyo Pop                         | 2001年10月18日                                   | GBA - 世嘉接收系列版權後發行的首部作品，由當時旗下子公司Sonic Team開發（2004年7月1日重新成為世嘉旗下部門），為《魔法氣泡通》的重製版。 |
| 魔法氣泡15週年紀念                              | 2006年12月14日                                   | NDS、PSP、PS2、Wii |
| 魔法氣泡20週年紀念                              | 2011年7月14日                                    | NDS、PSP、3DS、Wii |
| 魔法氣泡Quest                                   | 2013年4月24日                                    | iOS、Android、PC、街機 |
| 魔法氣泡俄羅斯方塊 Puyo Puyo Tetris             | 2014年2月6日                                     | PS3/3DS/PSV/Wii U PS4、NS、PC（Steam） - 魔法氣泡系列與俄羅斯方塊系列的跨界作品。 - PS4和NS平台對應繁體中文（PS4需要繁體中文版，NS需要日本版並透過更新）。 - 歐美地區首次以“Puyo Puyo”名義在2017年發行PS4、NS和PC版本，並加入英語配音。 - 最後一款由Sonic Team開發的作品。 |
| 魔法氣泡編年史                                  | 2016年12月8日                                    | 3DS |
| 魔法氣泡eSports Puyo Puyo Champions             | 2018年10月25日（下載版） 2019年6月27日（實體版） | PS4/NS、街機、PC（Steam） - 對應繁體中文 |
| 魔法氣泡 特趣思 俄羅斯方塊 2 Puyo Puyo Tetris 2 | 2020年12月8日（全球） 2020年12月10日（亞洲）     | PS4/Xone/NS PS5、XSX/S、PC（Steam）、NS2 - 《魔法氣泡俄羅斯方塊》續作。 - 對應繁簡中文，是第一款官方簡體中文化的魔法氣泡作品。 |
| 魔法氣泡 益智消消樂 Puyo Puyo Puzzle Pop        | 2024年4月4日                                     | Apple Arcade - 對應繁簡中文 - 目前只透過支援iOS、macOS和tvOS平台的遊戲訂閱服務「Apple Arcade」遊玩。 |

## 以本遊戲作為小遊戲模式的遊戲
- 人中之龍系列
  - 人中之龍6 生命詩篇。
  - 審判之眼：死神的遺言
- 初音未来与未来之星_未来计划系列（僅有2與DX版本）
- 音速小子狂熱

## 相關連結
- 魔法氣泡！官方網站 （页面存档备份，存于）（日語）
  - eSports正體中文官方網站 （页面存档备份，存于）（繁體中文）
- 魔法氣泡中文百科 （页面存档备份，存于）（繁體中文）
- 巴哈姆特哈拉版：魔法氣泡系列 （页面存档备份，存于）（繁體中文）
- 網頁版連鎖模擬器 （页面存档备份，存于）（日語）
- 連鎖模擬器手機app「puyosim」 （页面存档备份，存于）